# 盛时彦
盛时彦（?—?），字松云。北京人，清朝学者。
早年師從纪昀。長期隨纪昀出游，素為紀昀所重。嘉庆五年庚申（1600年）盛时彦將《滦阳消夏录》六卷、《如是我闻》四卷、《槐四杂志》四卷、《姑妄听之》四卷、《滦阳续录》六卷等五書整理合编為《阅微草堂笔记》 。盛時彥又為之序。